# Evsej Domar
Evsej Domar (in russo Евсей Домар?; Łódź, 16 aprile 1914 – Concord, 1º aprile 1997) è stato un economista russo naturalizzato statunitense che assieme a Roy Harrod ha lavorato a un paradigma economico secondo cui l'aumento del reddito deve essere proporzionale a investimenti e risparmio.

## Biografia
Nato a Łódź, facente parte all'epoca dell'Impero russo, crebbe nella Manciuria esterna ed emigrò negli Stati Uniti nel 1936. Nel 1946 sposò Carola Rosenthal, da cui ebbe due figlie.

## Fonti
- Federico Bonaglia, Vincenzo de Luca, La cooperazione internazionale allo sviluppo, Il Mulino, settembre 2006,  p. 144, ISBN 978-88-15-10978-1.